# Rolls-Royce Trent 1000
Trent 1000 – seria turbowentylatorowych, dwuprzepływowych silników lotniczych o dużym stosunku dwuprzepływowości. Wytwarzane są przez brytyjską firmę Rolls-Royce. Silnik zaprojektowano w oparciu o poprzednie modele serii Trent. Ta seria została stworzona do napędzania samolotów Boeing 787 Dreamliner.

## Historia
6 kwietnia 2004 Boeing oznajmił, że wybrane zostały dwa rodzaje silników do samolotu Boeing 787. Były to silniki od General Electric oraz od Rolls-Royce'a. Pierwszym klientem, który wybrał silniki RR do samolotu Boeing 787 były linie Air New Zealand. Pierwsze testy naziemne rozpoczęły się 14 lutego 2006, zaś oblot nastąpił 18 czerwca 2007 przy pomocy samolotu Boeing 747-200. Wspólny certyfikat od FAA i EASA silnik otrzymał 7 sierpnia 2007. Pierwotny projekt nie spełnił oczekiwań Boeinga dotyczących ilości spalanego paliwa. Jednak długie opóźnienia w programie 787 dały czas, aby nieco zmienić parametry silnika. 26 października 2011 Boeing 787 linii ANA napędzany silnikami Trent 1000 udał się w pierwszy komercyjny rejs z Tokio do Hongkongu.

## Warianty
Warianty silników Trent 1000
| Oznaczenie   | Data certyfikacji | Ciąg startowy |
| ------------ | ----------------- | ------------- |
| Trent 1000-A | sierpień 2007     | 307,79 kN     |
| Trent 1000-C | sierpień 2007     | 331,44 kN     |
| Trent 1000-D | sierpień 2007     | 331,44 kN     |
| Trent 1000-E | sierpień 2007     | 276,96 kN     |
| Trent 1000-G | sierpień 2007     | 320,57 kN     |
| Trent 1000-H | sierpień 2007     | 284,23 kN     |
| Trent 1000-Z | sierpień 2007     | 346,19 kN     |